# Polska Akademia Nauk – Stacja Naukowa w Moskwie
Polska Akademia Nauk – Stacja Naukowa w Moskwie (ros. Польская академия наук – Научный центр в Москве) – dawna jednostka naukowa Polskiej Akademii Nauk (PAN) z siedzibą w Moskwie, istniejąca od 1995 do 2018. Była jedną z siedmiu (obecnie sześciu) stacji naukowych PAN za granicą, obok placówek w Berlinie, Brukseli, Kijowie, Paryżu, Rzymie i Wiedniu. 

## Profil
Stacja zajmowała się promocją polskiej nauki w Rosji, upowszechnianiem wiedzy o relacjach polsko-rosyjskich i rozwijaniem współpracy między obydwoma krajami na gruncie badawczym. Organizowała konferencje naukowe, sympozja i wykłady. Prowadziła też badania naukowe oraz zapewniała pomoc w nawiązywaniu i utrzymywaniu kontaktów między badaczami i ośrodkami naukowymi w Polsce i w Rosji. 

## Historia
Stację powołano do życia w 1995 poprzez utworzenie stanowiska Stałego Przedstawiciela PAN przy Rosyjskiej Akademii Nauk (RAN), przy czym stały przedstawiciel był jednocześnie dyrektorem Stacji. Rozpoczęła ona faktyczną działalność w 1997. Do najważniejszych przedsięwzięć Stacji należała organizacja imprez popularnonaukowych: Dni Nauki Polskiej w Rosji w 2001 i 2008 oraz Dni Nauki Rosyjskiej w Polsce w 2004 i 2011. Stację zamknięto w 2018 uchwałą Prezydium PAN z powodu wcześniejszego zawieszenia przez RAN umowy regulującej działanie Stacji i niepowodzenia w negocjacjach dotyczących nowej umowy.

## Dyrektorzy Stacji
Kierujący Stacją pełnili też formalną funkcję Stałego Przedstawiciela Polskiej Akademii Nauk (PAN) przy Rosyjskiej Akademii Nauk (RAN). Byli nimi:
- 1997-1999 Adam Urbanik
- 1999-2005 Eugeniusz Duraczyński
- 2005-2006 Stanisław Rakusa-Suszczewski
- 2006-2007 Zygmunt Nikodem
- 2007-2011 Mariusz Wołos
- 2011-2011 Zygmunt Nikodem
- 2012-2018 Kazimierz Waćkowski